# Кратон

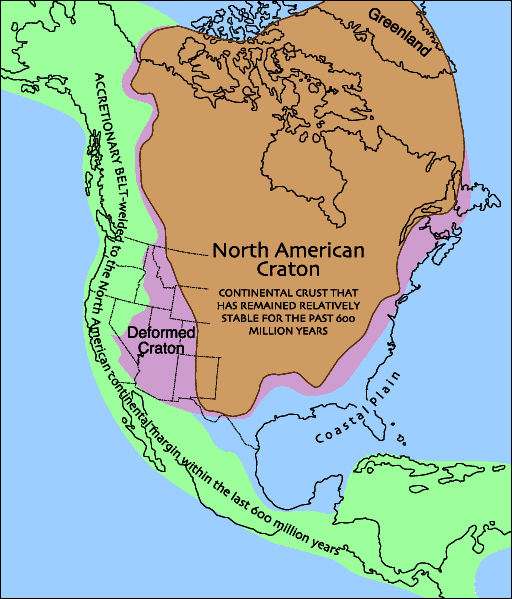
Кратон Північної Америки.

Крато́н (рос. кратон, англ. craton; нім. Kraton m) — консолідовані ділянки земної кори, нездатні до перетворення альпінотипною складчастістю.
Розрізняють: підняті і занурені кратони.
Термін кратон введений геологом Г. Штілле (1940) замість запропонованого австрійським геологом Л. Кобером терміна «кратоген» (1928) і широко застосовується в зарубіжній літературі як синонім українського терміна «Геологічна платформа».

## Інтернет-ресурси
- ОДНА З НАЙДРЕВНІШИХ ДІЛЯНОК ЗЕМНОЇ КОРИ